# Phlebotomus argentipes
Phlebotomus argentipes är en tvåvingeart som beskrevs av Annandale och Enrico Adelelmo Brunetti 1908. Phlebotomus argentipes ingår i släktet Phlebotomus och familjen fjärilsmyggor. Inga underarter finns listade i Catalogue of Life.